# حول حجن (السياني)

تعديل مصدري - تعديل

حول حجن محلة تابعة لقرية المسالقة، التابعة لعزلة هدفان بمديرية السياني إحدى مديريات محافظة إب في الجمهورية اليمنية، بلغ تعداد سكانها 53 حسب تعداد اليمن لعام 2004.